# Yūsuke Tanaka (Fußballspieler, Februar 1986)
Yūsuke Tanaka (japanisch 田中 佑昌 Tanaka Yūsuke; * 3. Februar 1986 in der Präfektur Fukuoka) ist ein ehemaliger japanischer Fußballspieler.

## Karriere
Tanaka erlernte das Fußballspielen in der Jugendmannschaft von Avispa Fukuoka. Seinen ersten Vertrag unterschrieb er 2004 bei den Avispa Fukuoka. Der Verein spielte in der zweithöchsten Liga des Landes, der J2 League. 2005 wurde er mit dem Verein Vizemeister der J2 League und stieg in die J1 League auf. Am Ende der Saison 2006 stieg der Verein in die J2 League ab. Am Ende der Saison 2010 stieg der Verein wieder in die J1 League auf. Für den Verein absolvierte er 263 Ligaspiele. 2012 wechselte er zum Zweitligisten JEF United Chiba. Für den Verein absolvierte er 121 Ligaspiele. 2016 wechselte er zum Erstligisten Ventforet Kofu. Am Ende der Saison 2017 stieg der Verein in die J2 League ab. Für den Verein absolvierte er 108 Ligaspiele. 2020 wechselte er nach Toyama zum Drittligisten Kataller Toyama. Für Kataller absolvierte er 28 Drittligaspiele.
Am 1. Februar 2022 beendete Tanaka seine Karriere als Fußballspieler.